# Episodi di General Electric Theater (terza stagione)
La terza stagione della serie televisiva General Electric Theater è andata in onda negli Stati Uniti dal 12 settembre 1954 al 19 giugno 1955 sulla CBS.
| nº | Titolo originale            | Prima TV USA      |
| -- | --------------------------- | ----------------- |
| 1  | Pretending Makes It So      | 12 settembre 1954 |
| 2  | Too Old for the Girl        | 19 settembre 1954 |
| 3  | Nora #1                     | 26 settembre 1954 |
| 4  | The High Green Wall         | 3 ottobre 1954    |
| 5  | The Long Way 'Round         | 10 ottobre 1954   |
| 6  | Edison the Man              | 17 ottobre 1954   |
| 7  | The Road to Edinburgh       | 31 ottobre 1954   |
| 8  | I'm a Fool                  | 14 novembre 1954  |
| 9  | The Face is Familiar        | 21 novembre 1954  |
| 10 | The Rider on the Pale Horse | 28 novembre 1954  |
| 11 | Committed                   | 5 dicembre 1954   |
| 12 | The Dark, Dark Hours        | 12 dicembre 1954  |
| 13 | The White Steed             | 26 dicembre 1954  |
| 14 | Amelia                      | 2 gennaio 1955    |
| 15 | D.P.                        | 9 gennaio 1955    |
| 16 | Yankee Peddler              | 16 gennaio 1955   |
| 17 | The Martyr                  | 23 gennaio 1955   |
| 18 | The Big Shot                | 30 gennaio 1955   |
| 19 | The Return of Gentleman Jim | 6 febbraio 1955   |
| 20 | Love Is Eternal             | 13 febbraio 1955  |
| 21 | The Bachelor's Bride        | 20 febbraio 1955  |
| 22 | The Blonde Dog              | 6 marzo 1955      |
| 23 | War and Peace on the Range  | 13 marzo 1955     |
| 24 | The Bitter Choice           | 20 marzo 1955     |
| 25 | Clown                       | 27 marzo 1955     |
| 26 | It Gives Me Great Pleasure  | 3 aprile 1955     |
| 27 | O, Lonely Moon              | 17 aprile 1955    |
| 28 | The Windmill                | 24 aprile 1955    |
| 29 | Mr. Blue Ocean              | 1º maggio 1955    |
| 30 | Into the Night              | 8 maggio 1955     |
| 31 | A Man with a Vengeance      | 15 maggio 1955    |
| 32 | When in France              | 22 maggio 1955    |
| 33 | Star in the House           | 5 giugno 1955     |
| 34 | The Half-Promised Land      | 5 giugno 1955     |
| 35 | The Day He Got Fired        | 19 giugno 1955    |

## Pretending Makes It So
- Diretto da: Frank Wisbar
- Scritto da:

### Trama
- Guest star: Audrey Totter (Ellen), Richard Stapley (Norman), Norma Varden (Mrs. MacDowell), George D. Wallace (Danny), Parley Baer (Haveman), Alex Frazer (ufficiale Customs), Morris Buchanan (Mavu)

## Too Old for the Girl
- Diretto da: Frank Wisbar
- Scritto da:

### Trama
- Guest star: Thomas Mitchell, Robert Hutton, Joan Evans, Donald Woods

## Nora #1
- Diretto da:
- Scritto da: Henrik Ibsen (soggetto)

### Trama
- Guest star: Phyllis Thaxter (Nora Helmer), Luther Adler (Torvald Helmer), Ronald Reagan (dottor Rank)

## The High Green Wall
- Diretto da: Nicholas Ray
- Scritto da: Charles Jackson; Evelyn Waugh (soggetto)

### Trama
- Guest star: Joseph Cotten (Hanly), Robert Wood (Second Explorer), Thomas Gomez (Messler), Marshall Bradford (First Explorer), Maurice Marsac (Aubert)

## The Long Way 'Round
- Diretto da:
- Scritto da:

### Trama
- Guest star: Ronald Reagan, Nancy Gates

## Edison the Man
- Diretto da:
- Scritto da:

### Trama
- Guest star: Burgess Meredith (Thomas Edison)

## The Road to Edinburgh
- Diretto da: Rod Amateau
- Scritto da: Gavin Lambert; John Whiting (soggetto)

### Trama
- Guest star: Joan Crawford (Mary Andrews), Chuck Connors (soldato), Christopher Cook (Boy), John Sutton (Man), Jack Raine (poliziotto)

## I'm a Fool
- Diretto da: Don Medford
- Scritto da: Arnold Schulman; Sherwood Anderson (soggetto)

### Trama
- Guest star: Eddie Albert (narratore), Natalie Wood (Lucy), James Dean (Boy), Roy Glenn (Burt), Eve March (Mother), Leon Tyler (Wilbur), Gloria Castillo (Elinor), Fiona Hale (Mildred)

## The Face is Familiar
- Diretto da: Frank Tashlin
- Scritto da: Arthur A. Ross (soggetto)

### Trama
- Guest star: Jack Benny (Tom Jones), Otto Kruger (Boss), Joi Lansing (Marie), Jesse White (Mike), Jean Willes (Irene), Kem Dibbs (Joe), Benny Rubin (Vendor)

## The Rider on the Pale Horse
- Diretto da:
- Scritto da:

### Trama
- Guest star: Lee Marvin, Eva Marie Saint, Dennis King

## Committed
- Diretto da: Frank Tuttle
- Scritto da: Russell Hughes; Russell Hughes (soggetto)

### Trama
- Guest star: Alan Ladd (Dan Holiday), John Howard (dottor Cordell), Whit Bissell (Paul Wells), Tina Carver (Clarice Stokes), Frank Ferguson (tenente King), Virginia Gibson (Girl), Frank Gerstle (Hugo), Tim Graham (Deputy), Pitt Herbert (Wally), Gene Reynolds (addetto al distributore di benzina), John Veitch (Man)

## The Dark, Dark Hours
- Diretto da: Don Medford
- Scritto da: Arthur Steuer; Rex Ellingwood (soggetto)

### Trama
- Guest star: James Dean, Constance Ford, Jack Simmons, Ronald Reagan

## The White Steed
- Diretto da:
- Scritto da: Paul Vincent Carroll (soggetto)

### Trama
- Guest star: Barry Fitzgerald, Dan O'Herlihy, Sallie Brophy, Dennis King

## Amelia
- Diretto da:
- Scritto da:

### Trama
- Guest star: Jane Wyman (dottor Amelia Morrow), Jarilyn Oliver (Candace), Bill Goodwin (Frederick Morrow), Anne Kimbell (Betty Pittfield), Joanne Davis (Becky)

## D.P.
- Diretto da:
- Scritto da:

### Trama
- Guest star: James Edwards (sergente Davis), Roy Glenn (caporale Young), Lisa Golm (Frau Maria), Bernie Hamilton (Christy)

## Yankee Peddler
- Diretto da:
- Scritto da:

### Trama
- Guest star: Jackie Cooper (Jeremy Bates)

## The Martyr
- Diretto da: Jacques Tourneur
- Scritto da: Leo Davis; Frank O'Connor (soggetto)

### Trama
- Guest star: Brian Aherne (colonnello Tafferty), J. M. Kerrigan (Jimmy), Lee Marvin (capitano Morrissey), Noel Drayton (capitano Kilpatrick), James McCallion (Mickey Morgan), Ronald Reagan (Hartnell)

## The Big Shot
- Diretto da:
- Scritto da: Beatrice Joy Chute (soggetto)

### Trama
- Guest star: Johnnie Ray (Johnny Pulaski), Nancy Gates (Katherina), Steven Geray (Pulaski)

## The Return of Gentleman Jim
- Diretto da: Don Medford
- Scritto da: Mel Goldberg; Bob Foreman (soggetto)

### Trama
- Guest star: George Montgomery (Jim Corbett), Marilyn Erskine (Ruth), Jesse White (Mike), Murvyn Vye (Maxie), Syd Taylor (Frank), Joe Louis (se stesso)

## Love Is Eternal
- Diretto da:
- Scritto da: Irving Stone (soggetto)

### Trama
- Guest star: Teresa Wright (Mary Todd Lincoln), Richard Boone (Abraham Lincoln)

## The Bachelor's Bride
- Diretto da:
- Scritto da:

### Trama
- Guest star: Fred MacMurray (Richard Elgin), Virginia Field (Alice), Pat Crowley (Hester Hicks), Larry Keating (John)

## The Blonde Dog
- Diretto da:
- Scritto da:

### Trama
- Guest star: Cornel Wilde (Peter Maresy), Jean Wallace (Leslie Mason), Robert Middleton (tenente Toler), Robert Cornthwaite (dottor Nicholson), Joanne Davis (Julie Maresy), David Bruce (Stratton)

## War and Peace on the Range
- Diretto da:
- Scritto da:

### Trama
- Guest star: Ronald Reagan

## The Bitter Choice
- Diretto da:
- Scritto da: Emmett Kelly (soggetto)

### Trama
- Guest star: Madeleine Carroll (infermiera Johansen), George Macready (colonnello), Jamie E. Smith (Hancock), Don Hanmer (G.I.)

## Clown
- Diretto da:
- Scritto da: Emmett Kelly (soggetto)

### Trama
- Guest star: Emmett Kelly (Willie the Tramp), Henry Fonda (Emmett Kelly), Dorothy Malone (Eva Balto), James Flavin (Callahan), Billy Barty (Clown), George Givot (Ringmaster), Barry Kelley (Fred), James McCallion (Stuffy), Gus Schilling (Gus), Sid Tomack (Clown)

## It Gives Me Great Pleasure
- Diretto da:
- Scritto da:

### Trama
- Guest star: Myrna Loy (Kate Kennedy), Robert Preston (Jim Tweedy), Zachary Scott (David Wadsworth), Jeff Elliott (Johnny Kennedy), Lois Bolton (Mrs. Tweedy), Howard Kennedy (Trumbull)

## O, Lonely Moon
- Diretto da:
- Scritto da: Bryan Macmahon (soggetto)

### Trama
- Guest star: E.G. Marshall (Jack), Maureen Stapleton (Ethel), Neva Patterson (Cora), Margaret Wycherly (Housekeeper)

## The Windmill
- Diretto da: James Neilson
- Scritto da: Ernest Haycox (soggetto)

### Trama
- Guest star: John McIntire (Laned McKersher), James Stewart (Joe Newman), Barbara Hale (Ellen Newman), James Millican (Chet Bundy), Donald MacDonald (Tom), Edgar Buchanan (Buckskin), Cheryl Callaway (Mary), Walter Sande (Mason)

## Mr. Blue Ocean
- Diretto da:
- Scritto da: Arthur Steuer

### Trama
- Guest star: Boris Karloff (Mr. Blue Ocean), Bramwell Fletcher (Mr. Green Mountain), Susan Strasberg (Rain Drop), Anthony Perkins (West Wind), H. M. Wynant (Earth Quake)

## Into the Night
- Diretto da: Jacques Tourneur
- Scritto da: Mel Dinelli; Charles Hoffman (soggetto)

### Trama
- Guest star: Eddie Albert (Paul Mattson), Dane Clark (Smiley Sanson), Ruth Roman (Helen Mattson), Robert Armstrong (Walt Bevans), Jeanne Bates (Eve), Wallis Clark (Attendant), Jerry Mathers (Boy)

## A Man with a Vengeance
- Diretto da:
- Scritto da: Rod Serling

### Trama
- Guest star: Barry Sullivan (Robert Slenger), Luther Adler (Warner Johnson), Neva Patterson (Ellie), George Voskovec (Max)

## When in France
- Diretto da:
- Scritto da: Leo Davis

### Trama
- Guest star: Wally Cox (Monroe Winkler), Deirdre Owens (Mildred), Rita Colton (Diana)

## Star in the House
- Diretto da:
- Scritto da:

### Trama
- Guest star: Ellen Corby (Maid), John Sutton (Ted), Joan Blondell (Joan Preston), Madge Kennedy (Henrietta), Susan Whitney (Ellen), Rodney Bell (Huey)

## The Half-Promised Land
- Diretto da:
- Scritto da:

### Trama
- Guest star: Ezio Pinza (Pio), Joan Copeland (Nina)

## The Day He Got Fired
- Diretto da:
- Scritto da: Leo Davis

### Trama
- Guest star: Richard Kiley, Monica Lewis